# Rafina
Rafina (řecky Ραφήνα) je město ležící na východním pobřeží Egejského moře v Attice v Řecku. Má asi 13091 obyvatel. Od roku 2011 po reformě místní správy je součástí obce Rafina-Pikermi. Rafina je přístavní město, odkud odplouvají trajekty do jižní části ostrova Euboia a na Kyklady. Je druhým největším přístavem v Attice hned po přístavu Piraeus. O druhé místo soutěží s přístavem Lavrio, který se v současné době rozšiřuje.

## Geografie
Rafina leží na východ od Athén, východně od pohoří Penteli a severovýchodě od pláně Mesogaia. Velká část okolí je pokryta lesní a zemědělskou půdou. Do města vede řecká národní silnice 54 (Athény - Pallini - Rafina), řecká státní silnice 83 (Athény - Marathon - Rafina) a řecká státní silnice 85 (Lavrio - Rafina).

## Historie
Rafina byla osídlena již v pravěku. Nejstarší nálezy pocházejí z neolitu a z doby bronzové (3000 př. n. l.) a nacházejí se jeden a půl kilometru jižně od přístavu na poloostrově Arkitario, jižně od pláže Marike. Zde vedl archeologa Dimitrios Theocharis v letech 1954–1955 vykopávky. Podle archeologických vykopávek byla Rafina již v té době přístavem a zpracovával se zde bronz.
Ve starověku  se obec nazývala Arafin, podle jména svého prvního vládce Arafinase, který byl jedním ze 100 hrdinů Attiky. V té době patřila obec k významným sídlům v Attice.

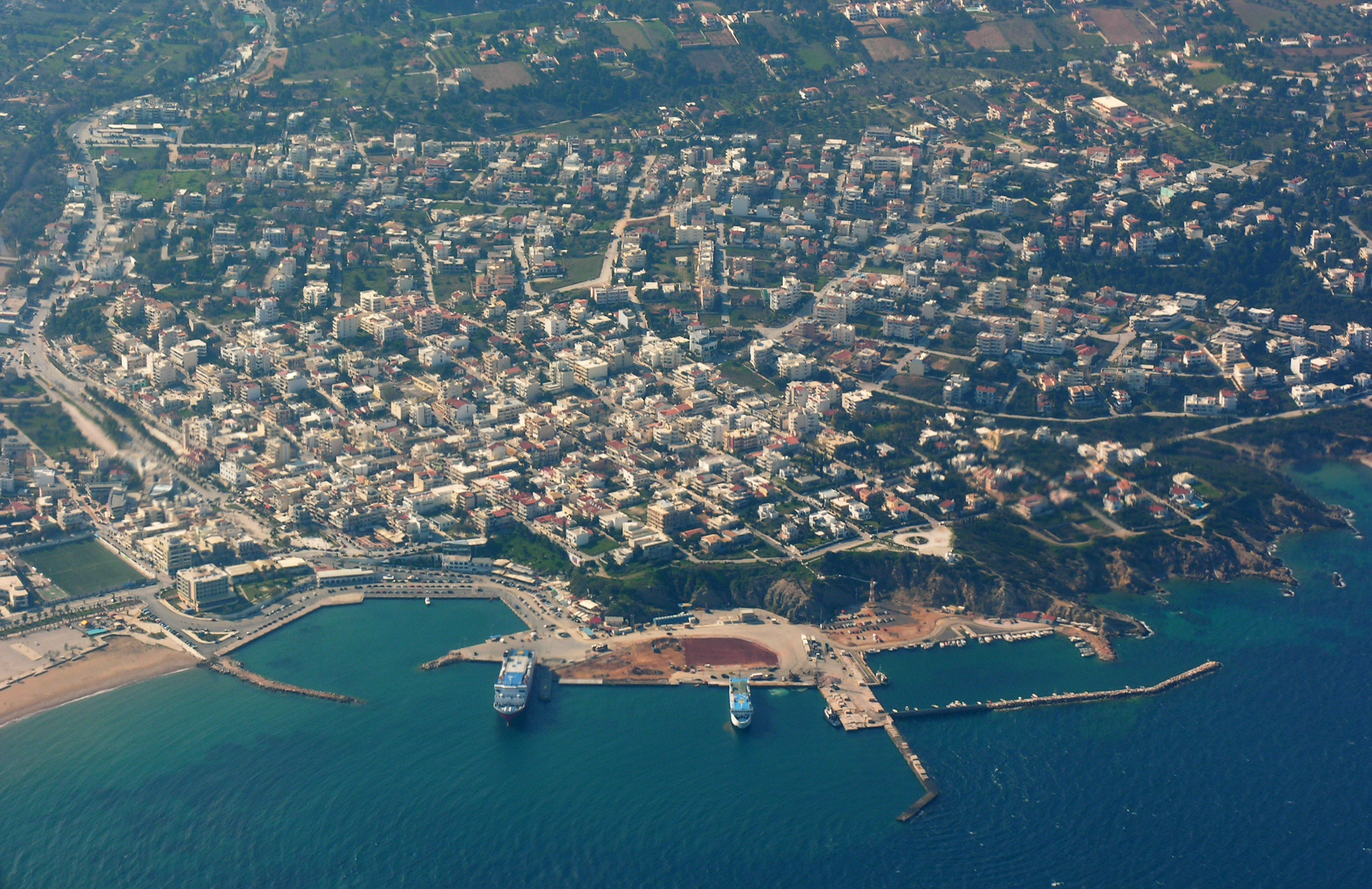
Přístav v Rafině

Rafina postupně ztrácela svůj význam a v 19. století to byla malá vesnička. Významu nabyla v letech 1919–1922, kdy po porážce Řecka v řecko-turecké válce, se sem uchýlili řečtí uprchlíci z Malé Asie. Uprchlíci museli opustit své domovy v rámci výměny obyvatelstva podle mírové smlouvy v Lausanne.
Za druhé světové války koncem dubna 1941 byla Rafina obsazena německými vojsky, stejně jako zbývající část Attiky včetně Athén. Stala se významným přístavem a pevností německé a italské armády. Během německé okupace se severně od dnešního města Rafina měla konat poprava. Měla to být odveta za vraždu městského velitele, ale provedení popravy bylo zabráněno. Po skončení druhé světové války byla na místě plánované popravy postavena kaple svatého Mikuláše (Agios Nikolaos) jako upomínka na tuto událost.
Až do roku 1970 měla Rafina venkovský charakter. Rychle však rostla rozsáhlou stavební činností a počet obyvatel se zvětšoval. V červenci 2005 Rafina utrpěla velké škody při lesním požáru. V současnosti má charakter přístavního městečka.